# Bas-Sassandra
Bas-Sassandra er et distrikt i Elfenbenskysten med hovedstad i San-Pédro. Indtil 2011 var Bas-Sassandra en af 19 regioner i Elfenbenskysten. Da det blev omdannet til et distrikt, blev Bas-Sassandra udvidet til at omfatte Fresco-demartementet fra Sud-Bandama- regionen.

## Befolkning
Ifølge folketællingen fra 2021 boede der 2.687.176 mennesker i distriktet. Folketællingen i 1988 registrerede en befolkning på 644.805.

## Geografi
Bas-Sassandra ligger i den sydvestlige del af landet, og grænser op til distrikterne Montagnes og Sassandra-Marahoué mod nord, Gôh-Djiboua og Lagunes mod øst, Atlanterhavet mod syd og mod vest ligger de liberiske amter Maryland, River Gee og Grand Gedeh.
Distriktet er delt i tre regioner: Gbôklé (med departementerne Fresco og Sassandra), Nawa (med de fire departementer Buyo, Guéyo, Méagui og Soubré) og San-Pédro (med departementerne San-Pédro og Tabou).